# آيت إملول (بئر طم طم)
آيت إملول هي إحدى مشيخات المملكة المغربية، تتبع جغرافيا لإقليم صفرو وإداريًا لبئر طم طم. يقدر عدد سكانها بـ 3289 نسمة حسب الإحصاء الرسمي للسكان والسكنى لسنة 2004.